# K7리그 강릉
K7리그 강릉(K7 League Gangneung)은 대한민국 강원특별자치도 강릉시에서 진행되는 축구 대회이다.

## 역사
2017년에 '디비전7 강릉시 리그'라는 이름으로 시작되었다. 2017년 시즌부터 단일 권역으로 6개 선수단이 참가하고 있다. 2017년 시즌부터 2018년 시즌까지 70분(전·후반 각 35분) 경기로 진행되었고, 2019년 시즌부터 60분(전·후반 각 30분) 경기로 진행되고 있다.

## 시즌별 결과
| 시즌   | 권역 | 선수단 | 우승         | 준우승       | 승격         |
| ------ | ---- | ------ | ------------ | ------------ | ------------ |
| 2017년 | 1개  | 6팀    | 강릉 제일 FC | 강릉 성덕 FC | 강릉 제일 FC |
| 2018년 | 1개  | 6팀    |              |              |              |
| 2019년 | 1개  | 6팀    |              |              |              |

## 같이 보기
- K7리그